# Mango Crazy
Mango Crazy ist das vierte Musikalbum von Roger Chapman. Es erschien 1983 unter dem Label Instant Records und wird den Genres Bluesrock und Pop-Rock zugerechnet. Das Album war sein erstes Soloalbum, was sich erfolgreich im Mai 1983 in den deutschen Top 100 Charts platzierte konnte und sich dort für zehn Wochen hielt. Es erreichte am 9. und 30. Mai mit Platz 37 seine höchste Position. Gleichzeitig begann mit diesem Longplayer Chapmans kommerziell erfolgreichste Phase für die nächsten zehn Jahre. Im Oktober des gleichen Jahres hatte er als Vokalist der Mike Oldfield Single Shadow on the Wall europaweit seinen größten Erfolg und erreichte damit auch seinen höchsten Bekanntheitsgrad.

## Musikstil
Das Album lebt im Allgemeinen von den deutlichen Synthieklängen und die Musikstücke haben häufige Staccatos im Rhythmus, die zu dieser Zeit auf Grund der New Wave Musik und in Deutschland der Neuen Deutschen Welle populär waren. Der Musikkritiker Pete Feenstra bezeichnete dieses Album als typisch Chapman mit seiner unverwechselbaren unorthodoxen Stimme, mit großartigem Rock und viel Humor. Das wird am titelgebenden Stück „Mango Crazy“ deutlich, welches Synthypop Anleihen beinhaltet.
Sitting in the park ready to munch
A tuna fish salad that’s ready to crunch
A flock of wild geese overhead in a bunch
That ain’t mayonnaise that lands on your lunch
----
Im Park sitzend – bereit zu mampfen
Ein Thunfischsalat – der darauf wartet geknabbert zu werden
Ein Schwarm Wildgänse fliegt über uns
Das ist keine Mayonnaise die auf deinem Mittagessen landet
[Roger Chapman - Mango Crazy, 1983]

Das zweite Musikstück „Toys: Do You?“ wurde bereits 1982 als Single herausgebracht. Es thematisiert auf ironische Weise Konkurrenzkämpfe und den Druck der auf Menschen ausgeübt wird, den bestmöglichen Platz in der Gesellschaft für sich ergattern zu müssen bzw. mit anderen mithalten zu können. Die Liedstrophen werden von Chapman in einer Art Sprechgesang vorgetragen, den der Musikkritiker Feenstra „Chappo Rap“ nannte. „I Read Your File“ ist ein Rock Song mit starken Staccatos und setzt sich kritisch über das Ausspioniert werden auseinander. Ein klassisches Blues-Rock Stück ist „Bluesbreaker“ mit einem Slide-Guitar Break von Steve Simpson. „Rivers Run Dry“ ist vom musikalischen Aufbau ebenfalls ein klassischer Blues Song, mit typischen Text von Pech, Missgeschick und auf sich allein gestellt sein. Das Album schließt mit dem Titel „Room Service“. Eine Parodie mit schwarzem Humor auf die „Vier Minuten Warnung“ ("caller your 4 minutes") vor einem Atombombenabwurf. Die Bezeichnung „Room Service“ bezieht sich auf einen Betonbunker, der mit einem Betongrab sechs Fuß unter der Erde gleichgesetzt wird („6 foot walls oh a concrete tomb“). Sechs Fuß sind in Großbritannien die Standardtiefe für ein Grab.
Das Cover wurde von dem angesehenen Grafiker Barney Bubbles entworfen, der für viele Bands und Musiker arbeitete. Es war eines seiner letzten Arbeiten vor seinem Tod im November 1983.

## Titelliste
1. Mango Crazy (Chapman/Whitehorn) 4:19
2. Toys: Do You? (Chapman/Whitehorn/Palmer) 4:06
3. I Read Your File (Chapman/Whitehorn) 4:00
4. Los Dos Bailadores (Chapman) 3:44
5. Bluesbreaker (Chapman/Whitehorn) 4:14
6. Turn It Up Loud (Chapman/Whitehorn) 4:05
7. Let Me Down (Chapman) 3:21
8. Hunt The Man (Chapman) 6:03
9. Rivers Run Dry (Chapman) 4:07
10. I Really Can’t Go Straight (Chapman) 4:14
11. Room Service (Chapman) 2:56
12. Hegoshegowegoamigo (Chapman) 0:56
Bonus Track
13. Maybe A Shot In The Dark 2:42

## Veröffentlichungen, Charterfolge und Rezeption
Das Album wurde europaweit veröffentlicht, konnte sich jedoch nur in Deutschland mit der Höchstposition 37 in den Top 100 Charts platzieren. Die beiden Singleauskopplungen "Toys" und "Mango Crazy" konnten sich nicht platzieren. Joe Geesin bezeichnet das Album im New Wave Stil passend zu Chapmans Gesang mit großer Stimmbreite. Für Pete Feenstra ist Mango Crazy ein großes Rock Album, das Chapman endlich den überfälligen kommerziellen Erfolg bescherte.